# Eva Mattes
Eva Mattes, née le 14 décembre 1954 à Tegernsee en Bavière (Allemagne de l'Ouest) est une actrice allemande, naturalisée autrichienne. Elle est également chanteuse et écrivaine.

## Biographie
Eva Mattes est connue depuis les années 1970 comme étant l'une des actrices les plus en vue du nouveau cinéma allemand. Depuis 2002, elle joue à la télévision dans la série Tatort le rôle de la commissaire Klara Blum de la ville de Constance. Eva Mattes joue également dans de nombreuses pièces radiophoniques et enregistre des livres audio. Elle chante depuis 2006.
Eva Mattes est la fille de l'actrice Margit Symo.

## Filmographie partielle
- 1970 : Mathias Kneissl, de Reinhard Hauff : Katharina Kneissl
- 1972 : Les Larmes amères de Petra von Kant (Die Bitteren Tränen der Petra von Kant), de Rainer Werner Fassbinder : Gabriele von Kant
- 1973 : Gibier de passage (Wildwechsel), téléfilm réalisé par Rainer Werner Fassbinder : Hanni
- 1974 : Effi Briest, de Rainer Werner Fassbinder : Hilda
- 1975 : Maman Küsters s'en va au ciel (Mutter Küsters’ Fahrt zum Himmel), de Rainer Werner Fassbinder : secrétaire
- 1976 : Né pour l'enfer (Die Hinrichtung) de Denis Héroux : Catherine
- 1977 : La Ballade de Bruno (Stroszek), de Werner Herzog : Eva
- 1977 : Femmes à New York (Frauen in New York), téléfilm réalisé par Rainer Werner Fassbinder : Edith Potter
- 1978 : L'Année des treize lunes (In einem Jahr mit 13 Monden), de Rainer Werner Fassbinder : Marie-Ann Weishaupt
- 1979 : Woyzeck, de Werner Herzog : Marie
- 1979 : David, de Peter Lilienthal : Toni
- 1980 : Allemagne, mère blafarde (Deutschland, bleiche Mutter), de Helma Sanders-Brahms : Lene
- 1981 : Céleste, de Percy Adlon : Céleste Albaret
- 1989 : Journal d'une paysanne (Herbstmilch), de Joseph Vilsmaier : La photographe
- 1994 : Les Années du mur (Das Versprechen), de Margarethe von Trotta : Barbara
- 1995 : Frère sommeil (Schlafes Bruder), de Joseph Vilsmaier : Nulfin
- 1999 : Ennemis intimes (Mein liebster Feind), film documentaire de Werner Herzog : son propre rôle
- 1999 : Otomo, de Frieder Schlaich : Gisela
- 1999 : Une journée d'Andreï Arsenevitch, documentaire de Chris Marker sur Andreï Tarkovski : narratrice
- 2001 : Stalingrad, de Jean-Jacques Annaud : Madame Filipova
- 2014 : Fieber d'Elfi Miksch
- 2020 : Enfant terrible de Oskar Roehler : Brigitte Mira

## Discographie sélective

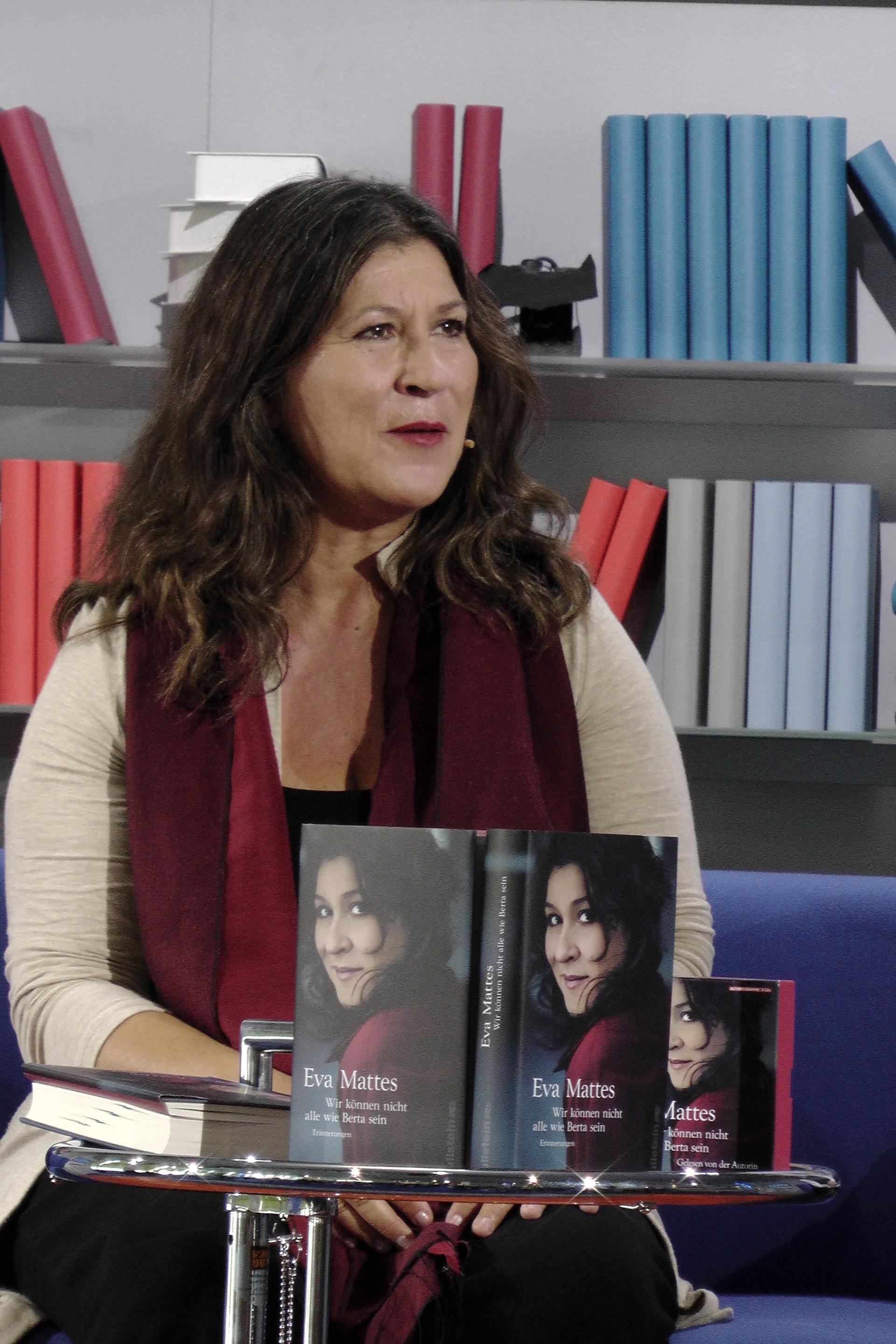
Eva Mattes présentant son livre Wir können nicht alle wie Berta sein

- 2006 : Language of Love, livre audio, avec notamment les reprises de Who's That Girl de Madonna et Roxanne du groupe The Police.

## En tant qu'écrivaine
- Eva Mattes, Wir können nicht alle wie Berta sein. Erinnerungen., Berlin : Ullstein, 2011,  (ISBN 3550088116)

Également paru comme livre audio, lu par l'auteure : 6 CD, Hörbuch Hamburg, 2011,  (ISBN 3899036891)

## Distinctions
- 1979 : Festival de Cannes, prix du second rôle féminin pour son interprétation de Marie dans Woyzeck de Werner Herzog